# Palestijns Volksgevechtsfront
Het Palestijns Volksgevechtsfront (Arabisch: جبهة النضال الشعبي الفلسطيني , dschabhat an-nidal asch-scha'biyya al-filastiniyya, Engels: Palestinian Popular Struggle Front; PPSF of PSF) is een Palestijnse politieke beweging en een voormalige marxistisch-leninistische guerrilla- en terreurbeweging.
Het Palestijns Volksgevechtsfront is lid van de organisatie PLO. De leider is dokter Samir Ghosheh, die namens het PPSF minister van arbeid onder Arafat was. Het PPSF is een splintergroep die in 1968 is opgericht en kreeg zijn grootste bekendheid door de kaping van een toestel van Olympic Airways op 22 juli 1970.
Democratisch Front voor de Bevrijding van Palestina (DFLP) · Fatah · Hamas · Palestijnse Democratische Unie (FIDA) · Palestijns Nationaal Initiatief (PNI) · Palestijnse Volkspartij (PPP) · Palestijns Volksgevechtsfront (PPSF/PSF) · Volksfront voor de Bevrijding van Palestina (PFLP) · Volksfront voor de Bevrijding van Palestina - Algemeen Commando (PFLP-GC) · De Toekomst · Derde Weg Partij · As-Sa'iqa · Arabisch Bevrijdingsfront